# Eishockey-Nationalliga (Österreich) 1961/62
Meister der Österreichischen Eishockey-Liga 1961/62 wurde der Wiener Eislauf-Verein (WEV). Dies war der letzte Meistertitel einer Wiener Eishockeymannschaft bis zur Saison 2004/05, in der die Vienna Capitals den Meistertitel in die Bundeshauptstadt zurückholten. 

## Nationalliga A

### Modus
Die sieben Vereine spielten je zwei Mal gegeneinander. Nicht alle Begegnungen konnten auch tatsächlich ausgetragen werden, den Meistertitel sicherte sich jedoch unumstritten der Wiener EV mit zwölf Siegen aus zwölf Spielen.

### Endtabelle (12 Runden)
```
#  Team             GP    W   T   L     Tore     P
     GP = absolvierte Spiele
1. 
WEV
              12   12   0   0    98: 20   24      W = Gewonnen
2. 
Innsbrucker EV
   11    8   0   3    86: 20   16      T = Unentschieden
3. 
KAC
              11    7   0   4    69: 28   14      L = Verloren
4. 
EC Kitzbühel
     11    6   0   5    53: 40   12      P = Punkte
5. 
EK Zell am See
   12    3   0   9    30:108    6
6. 
VSV
              11    2   0   9    34: 75    4
7. 
SV Leoben
         8    3   0   8    10: 89    0
```

## Nationalliga B

### Modus
Die zweite Leistungsstufe wurde in drei regionalen Gruppen mit vier bis fünf Mannschaften ausgetragen. Es wurde jeweils eine Hin- und Rückrunde ausgespielt. Die Gruppensieger spielten in einer Dreiergruppe in einer Hin- und Rückrunde um den Aufstieg in die Nationalliga A.

### Gruppe Ost
```
#  Team                     GP    W   T   L     Tore     P
     GP = absolvierte Spiele
1. ASKÖ WAT Favoriten        6    4   1   1    40: 19    9      W = Gewonnen
----------------------------------------------------------      T = Unentschieden
2. 
Union ESC Wien
            6    3   2   1    25: 20    8      L = Verloren
3. 
Union EC Linz
             6    2   1   3    22: 31    5      P = Punkte
4. 
Union EV Langenzersdorf
   6    1   0   5    23: 40    2
```

### Gruppe West
```
#  Team                     GP    W   T   L     Tore     P
     GP = absolvierte Spiele
1. 
SV Ehrwald
                6    3   2   1    25: 22    8      W = Gewonnen
------------------------------------------------------------      T = Unentschieden
2. 
EC Innsbruck Pradl
        6    3   0   3    23: 18    6      L = Verloren
3. 
EC Feldkirch
              5    2   1   2    17: 16    5      P = Punkte
4. 
SV Silz
                   5    1   1   3    17: 26    3
```

### Gruppe Süd
```
#  Team                     GP    W   T   L     Tore     P
     GP = absolvierte Spiele
1. 
ATSE Graz
                 8    7   0   1    54: 14   14      W = Gewonnen
------------------------------------------------------------      T = Unentschieden
2. 
ATUS Weiz
                 8    6   0   2    40: 23   12      L = Verloren
3. 
SV Spittal an der Drau
    7    3   0   4    19: 32    6      P = Punkte
4. 
SC Bruck/Mur
              8    2   0   6    23: 34    2
5. 
Völkermarkter ST
          7    1   0   6    20: 53    2
```

## Spiele um den Aufstieg in die Nationalliga A
```
#  Team                 GP    W   T   L     Tore     P

1. 
SV Ehrwald
            4    3   0   1    16: 13    6
2. 
ATSE Graz
             4    1   1   2    22: 15    3
3. ASKÖ WAT Favoriten    4    1   1   2     8: 18    3
```

## Kunsteisbahnmeisterschaft
Bei der Kunsteisbahnmeisterschaft nahmen nur Mannschaften teil, die über eine Kunsteisbahn verfügten. 

### Endtabelle (6 Runden)
```
#  Team             GP    W   T   L     Tore     P

1. 
Innsbrucker EV
    6    5   0   1    40: 23   10
2. 
Klagenfurter AC
   6    5   0   1    34: 23   10
3. 
Wiener EVg
        5    1   0   4    16: 29    2
4. 
EC Kitzbühel
      5    0   0   5    18: 33    0
```